# Melasina accurata
Melasina accurata är en fjärilsart som beskrevs av Edward Meyrick 1922. Melasina accurata ingår i släktet Melasina och familjen säckspinnare. Inga underarter finns listade i Catalogue of Life.